# Оскар Дирлевангер
Оскар Дирлевангер (на немски: Oskar Dirlewanger) е немски офицер (СС-Оберфюрер) и военен престъпник, който е основател и командир на нацисткото наказателно формирование „Дирлевангер“ по време на Втората световна война.
Името му е тясно свързвано с някои от най-ужасните престъпления през войната. Той се сражава също в Първата световна война и Испанската гражданска война. Умира след края на Втората световна война, докато е в съюзнически арест, вероятно пребит до смърт от пазачите си.
Дирлевангер е неизменно описван като изключително жестока личност от историци и изследователи, включително като „психопатичен убиец и детенасилник“, „насилствено садистичен“, и „експерт по изтребването и поклонник на садизма и некрофилията“. Според Тимъти Снайдър, „във всички театри на военните действия през Втората световна война, малко могат да се сравняват по жестокост с Дирлевангер“.

## Биография

### Първа световна война
Дирлевангер е роден във Вюрцбург. Записва се в пруската армия през 1913 г. и служи като картечар в гренадирски полк 123 „Кьониг Карл“, част от XIII (Кралски Вюртембергски) корпус на Западния фронт, където участва в немското нахлуване в Белгия, а по-късно се сражава във Франция. Той е награден с медали Железен кръст 2-ра и 1-ва степен, след като е ранен шест пъти, и завършва войната като лейтенант, ръководещ рота картечари в състава на Пехотен полк 121 на Източния фронт в Русия и Румъния. При прекратяването на враждебните действия на немските формирования на Дирлевангер е наредено да се интернират в Румъния, но Дирлевангер не се подчинява на заповедите и повежда 600 души от неговите и други формирования обратно в Германия. Според немския биограф Кнут Станг, войната е допринасящ фактор, който определя по-нататъшния живот на Дирлевангер и неговите терористични военни методи, тъй като „аморалната му личност, с алкохолизъм и садистична сексуална ориентация, е допълнително разбита от преживяванията на фронта през Първата световна война и нейното яростно насилие и варварство“.

### Междувоенен период
След края на Първата световна война Дирлевангер, описван в полицейски доклад като „психически нестабилен, насилствен фанатик и алкохолик, който има навика да изригва в насилие под влиянието на наркотици“, се присъединява към различни крайнодесни паравоенни войски от Фрайкорпс и се сражава срещу немските комунисти в Рур и Саксония и срещу полските националисти в Горна Силезия. Участва в потушаването на опит за пуч, Германската революция от 1918 – 1919 г. По-късно Дирлевангер командва въоръжено формирование от студенти, което е създадено от него. На 27 март 1921 г. (Великден) Дирлевангер командва брониран влак, който се движи в посока Зангерхаузен, окупиран от войски на Комунистическата партия на Германия. Атаката на Дирлевангер се проваля, а вражеските войски успяват да отцепят силите му. След като на Дирлевангер са изпратени подкрепления от про-правителствени сили през нощта, комунистите се оттеглят от града. В хода на тази операция, Дирлвангер е одраскан от куршум по главата. След като Нацистката партия получава властта, Дирлевангер се прославя като „освободител на града от червените терористи“ и става негов почетен гражданин през 1935 г. Дирлевангер получава прозвището „Ганди“, поради слабото си телосложение.
Между военните си набези той учи в Гьоте университет Франкфурт на Майн и през 1922 г. завършва докторат по политически науки. През следващата година той се присъединява към Нацистката партия и СА, а по-късно и към СС. В периода 1928 – 1931 г. той е изпълнителен директор на текстилна фабрика, притежавана от еврейско семейство, в Ерфурт, където той се отказва от активната служба към СА, но финансово подкрепя организацията, като вероятно си набавя пари чрез незаконно присвояване от компанията си.
Дирлевангер работи на различни места, включително в банка и фабрика за трикотаж. Многократно е осъждан за незаконно притежание на оръжие и незаконно присвояване на служебни средства. През 1934 г. е осъден на две години затвор за изнасилването на 14-годишно момиче от Съюза на немските момичета, както и за незаконната употреба на правителствено превозно средство и повреждането му под въздействието на алкохол. Дирлевангер губи работата си, докторската си степен и всичките си военни почести и е изключен от Нацистката партия. Малко след като е освободен от затвора в Лудвигсбург, той отново е арестуван с подобни провинения за рецидивизъм. Изпратен е в концлагера във Велцхайм. Дирлевангер е освободен и възстановен на служба в генералния резерв на СС след личната намеса на военния му другар и местен кадър на Нацистката партия Готлоб Бергер, който е и дългогодишен приятел на Хайнрих Химлер.
След това Дирлевангер заминава за Испания, където се записва в редиците на Испанския легион по време на Испанската гражданска война. Чрез Бергер той се прехвърля в немския легион Кондор, където служи от 1936 до 1939 г. и е ранен три пъти. След по-нататъшна намеса на покровителя му Бергер, той успешно подава молба досието му да бъде преразгледано след службата му в Испания. Дирлевангер е възвърнат в редиците на Нацистката партия, макар и с нов партиен номер. Докторската му степен е възстановена.

### Втора световна война
В началото на Втората световна война, Дирлевангер доброволства във Вафен-СС и достига ранг оберщурмфюрер. Накрая става командир на така наречената бригада „Дирлевангер“ (първоначално обозначавана като батальон, по-късно разширена в полк, бригада и накрая дивизия), съставена първоначално от малка група бивши бракониери и войници. По това време се смята, че отличните способности за следене и стрелба на бракониерите могат да се използват в борбата срещу партизаните. По-късно войниците на Дирлевангер основно се набират от постоянно нарастващите групи на немски осъдени престъпници (цивилни и военни) и затворници от концлагери, като накрая се включват пациенти от психиатрии, хомосексуалисти, цигани и дори политически престъпници, осъдени за анти-нацистките си убеждения и дейности.
В началото, на формированието са възлагани основно задачи за охрана в окупирана Полша, където Дирлевангер служи като командир на трудов лагер в редиците на отрядите „Мъртва глава“. Лагерът става обект на разследване за злоупотреби на съдията от СС Георг Конрад Морген, който обвинява Дирлевангер в своеволни действия и убийства, корупция и „опозоряване на расата“ (расеншанде). Според Морген, „Дирлевангер е неудобство и ужас за цялото население. Той многократно ограбва Люблинското гето, изнудвайки за откупи“. Жестокостите на Дирлевангер включват инжектиране на стрихнин в телата на млади затворнички еврейки, които преди това съблича и бие с камшик, за да ги гледа как конвулсират до смърт с приятели за удоволствие. Според Раул Хилберг, този лагер е едно от първите места, на които се появява слуха за „сапун от човешки трупове“. Според слуха, Дирлевангер нарязвал еврейски жени и ги варял с конско месо, за да получава сапун. Основният покровител на Дирлевангер в СС остава Готлоб Бергер. Според Петер Лонгерих, ръководството на Дирлевангер „се характеризира с продължителна злоупотреба с алкохол, плячкосване, садистични зверства, изнасилвания и убийства, докато менторът му Бергер толерира това поведение, както и Химлер, който спешно се нуждае от такива хора в борбата си срещу подчовеците“. В писмо до Химлер, СС-Бригадефюрер Одило Глобочник препоръчва Дирлевангер, наричайки го отличен водач. На Нюрнбергските процеси след войната Бергер заявява, че Дирлевангер е добър войник, който не знае кога трябва да спре да пие.
През февруари 1942 г. формированието на Дирлевангер е назначено за антибандитски действия в Беларус. Тимъти Снайдър пише, че „предпочитаният метод на Дирлевангер е да събира местното население в хамбар, да го подпали и след това да застреля с картечница всеки, който се опита да избяга“. Събраните граждани рутинно се използват като човешки щитове и се пускат да минават през минни полета. Ричард Роудс пише, че Дирлевангер и войската му „изнасилват и измъчват млади жени и избиват евреи подобно на Айнзацгрупите в Беларус през 1942 г.“. На Химлер са добре известни деянията и репутацията на Дирлевангер, но въпреки това го награждава със златен Германски кръст на 5 декември 1943 г. като признание за действията на формированието му по време на антипартизанската операция „Котбус“ (май-юни 1943 г.), по време на която Дирлевангер избива над 14 000 „бандита“.
В средата на 1944 г., в хода на операция „Багратион“, формированието на Дирлевангер претърпява тежки загуби по време на сражения със съветската редовна армия. Много скоро след това войските му са възстановени, а формированието е превърнато в щурмбригада и е изпратено да потушава Варшавското въстание. Историкът Мартин Уиндрош пише, че през лятото на 1944 г. Дирлевангер повежда своите „касапи, изнасилвачи и грабители в действие срещу Варшавското въстание и бързо извършва ... неописуеми престъпления“. Във Варшава Дирлевангер участва във Волското клане, като заедно с полицейски сили събира и застрелва към 40 000 цивилни, повечето само за два дни. В същия район Дирлевангер изгаря три болници с пациентите още в тях, докато „медицинските сестри са бичувани, изнасилвани и обесени голи, заедно с докторите“ под звука на популярната песен „In München steht ein Hofbräuhaus“. След това те си проправят път към Стария град чрез „изнасилвания, пиене и убийства на цивилни и военни, без значение от пола и възрастта“. В Стария град, където са убити около 30 000 цивилни, няколко хиляди ранени в лазарети са обградени от немците и са застреляни или подпалени с огнехвъргачки. Според някои доклади, „бригадата на Дирлевангер изгаря затворниците живи с бензин, набива бебета на байонети и провесва жени с главите надолу от балконите“. СС-Обергрупенфюрер Ерих фон дем Бах-Зелевски, главнокомандващ силите, усмиряващи Варшава, и бивш командир на Дирлевангер, го описва като имащ „типичната природа на наемен войник“. Изпратеният да привика Дирлевангер офицер на фон дем Бах е изгонен с насочено срещу него огнестрелно оръжие. Формированието му претърпява изключително тежки загуби във Варшава, включително загуби от подкрепленията, само за два месеца. Въпреки това, като признание за работата му по потушаването на въстанието и сплашването на населението на града, Дирлевангер получава последното си повишение, ранг на СС-Оберфюрер, на 15 август 1944 г. През октомври е награден с Рицарски кръст, след като е препоръчан от началника си във Варшава, СС-Групенфюрер Хайнц Райнефарт.
Дирлевангер повежда войските си срещу Словашкото национално въстание през октомври 1944 г., а накрая е изпратен на фронта в Унгария и Германия, за да се сражава срещу настъпващата Червена армия. През февруари 1945 г. формированието му отново е разширено и получава обозначение СС гренадирска дивизия. Същият месец Дирлевангер е прострелян в гърдите, докато се сражава срещу настъпващите съветски сили до Губен, Бранденбург, и е изпратен в тила. Това е неговата дванадесета и последна рана през войната. На 22 април започва да се укрива.

### Смърт
Дирлевангер е арестуван на 1 юни 1945 г. близо до град Алтсхаузен от властите на Френската окупационна зона, докато носи цивилни дрехи и се укрива под фалшиво име в отдалечена ловна хижа. Разпознат е от бивш еврейски затворник. Умира между 5 и 7 юни 1945 г. в затвора в Алтсхаузен, вероятно в резултат от побой.
Точната причина за смъртта на Дирлевангер е неизвестна, което с времето води до спекулации. Смъртният му акт, издаден от френските власти, заявява, че Дирлевангер е починал на 7 юни 1945 г. по естествени причини. Обаче, валидността на този акт е поставена под въпрос, особено от немските историци. Според Ролф Михаелис, лейтенант на име Антон Фюсингер твърди, че е бил съкилийник на Дирлевангер и че е видял как той е бил пребит от полската охрана на френска служба през нощта на 4 срещу 5 юни, което довежда до смъртта му. Обаче, тези негови сведения не са подкрепени от никой друг, въпреки по-нататъшните разследвания на полския Институт за национална памет. Съвременните полски източници твърдят, че тези охранители е възможно да се били вербувани сред бившите принудителни работници, макар оцелял полски затворник от нацисткия лагер в Алтсхаузен да твърди, че бившите полски затворници не са знаели нищо относно смъртта на Дирлевангер.
Липсата на съгласувани доказателства води до още повече слухове след края на войната. На много места по света се съобщава, че Дирлевангер е забелязан. Появяват се слухове, че той е успял да избяга от затвора. Дълго време след края на войната той все още официално се издирва от полското правителство за убийството на над 30 000 души в Полша. В отговор на това, прокуратурата на Равенсбург нарежда ексхумацията на трупа на Дирлевангер, за да се потвърди самоличността му през ноември 1960 г. Мястото на погребването му е потвърдено, а по-късно е ликвидирано.

## В популярната култура
Герой, базиран на образа на Дирлевангер се появява в популярния съветски филм на Елем Климов – Иди и виж. Това е нацисткият командир с малкия екзотичен домашен любимец, който е базиран на привързаността на Дирлевангер към екзотичните животни. Филмът представя събитие напомнящо клането в Хатин, организирано от самия Дирлевангер и неговата дивизия.